# Jagnięcy Kocioł

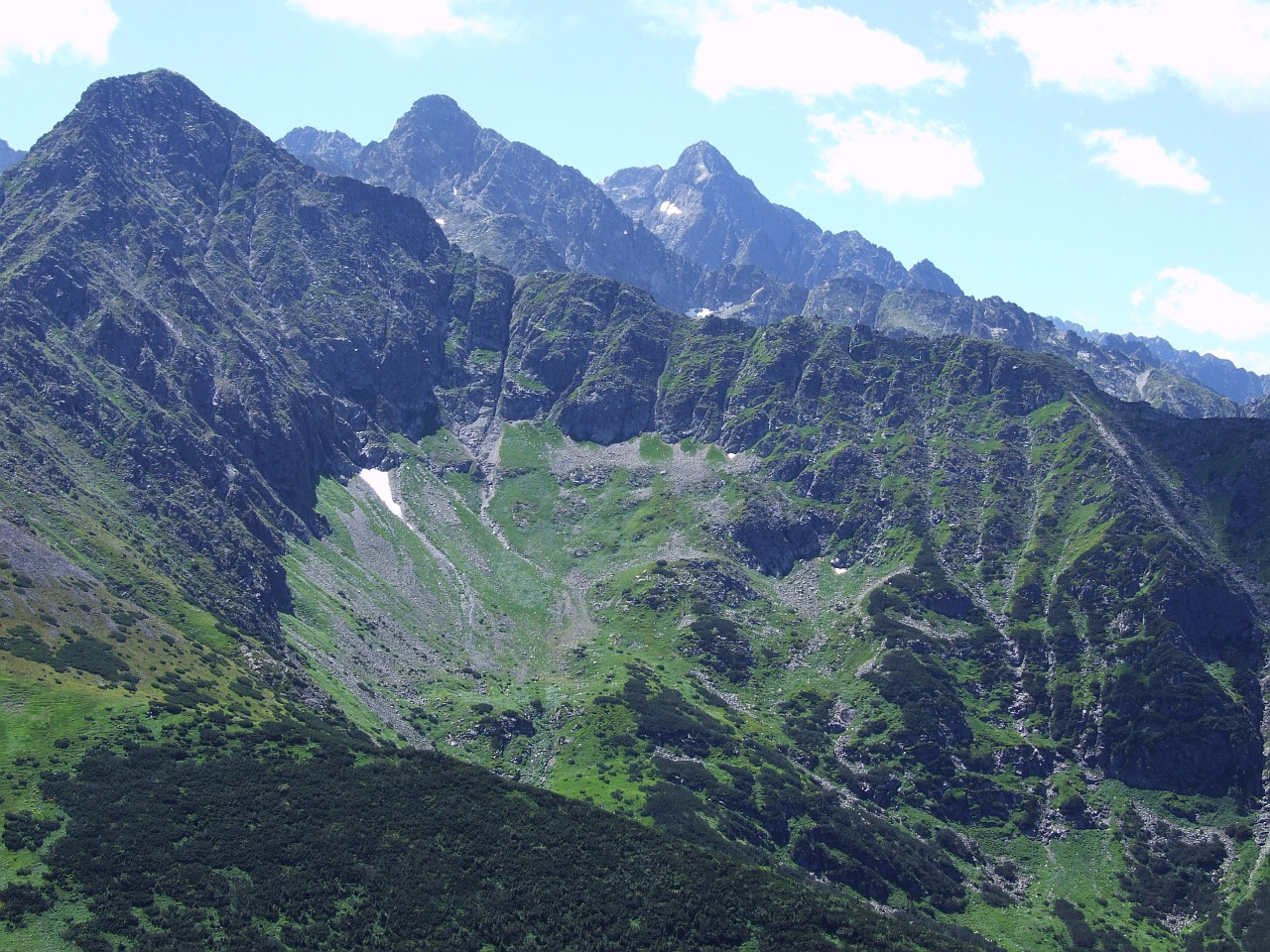
Jagnięcy Kocioł i Jagnięcy Szczyt, po jego prawej stronie Kołowy Szczyt i Lodowy Szczyt

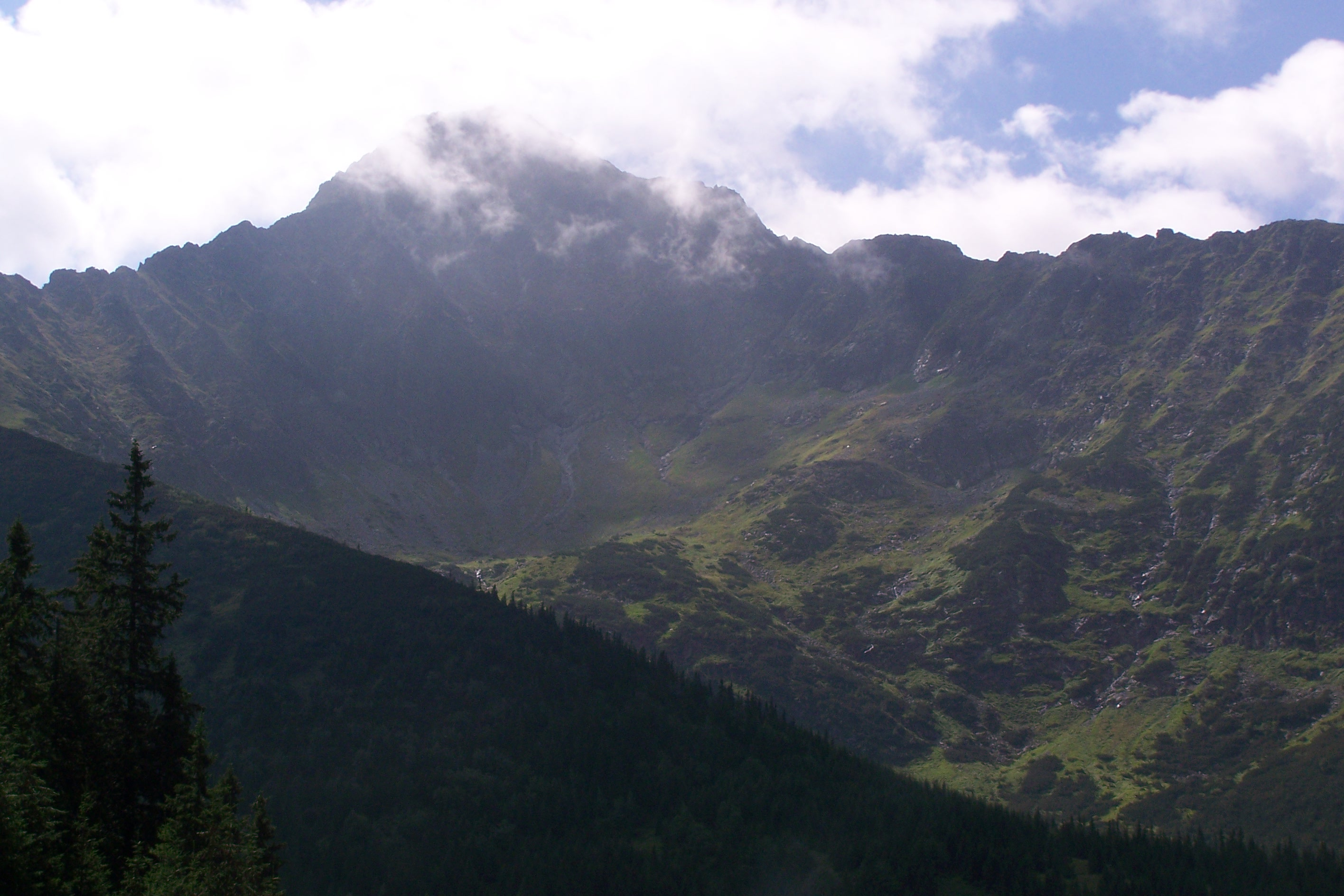
Jagnięcy Kocioł widoczny z Doliny Zadnich Koperszadów, nad nim góruje Jagnięcy Szczyt

Jagnięcy Kocioł (słow. Jahňací kotol, od 1700 do 1800 m n.p.m.) – kocioł polodowcowy, tworzący górną część Doliny Skoruszowej (odnoga Doliny Zadnich Koperszadów w słowackich Tatrach Wysokich). Jagnięcy Kocioł leży pod północną ścianą Jagnięcego Szczytu. Otoczony jest z trzech stron stromymi stokami i ścianami Jagnięcej Grani, Koperszadzkiej Grani i Kudłatego Działu i zasypywany ich stożkami piargowymi. Nie prowadzi do niego żaden znakowany szlak turystyczny.
Jagnięcy Kocioł sąsiaduje:
- od północy z Doliną Zadnich Koperszadów (oddzielona Kudłatym Działem),
- od zachodu z Doliną Kołową (oddzielona Jagnięcą Granią),
- od wschodu z Doliną Białych Stawów (oddzielona Koperszadzką Granią),
- od północnego wschodu z Doliną Jagnięcą (oddzielona masywem Jagnięcego Szczytu).